# Cova del Alarb (Argelès-sur-Mer)

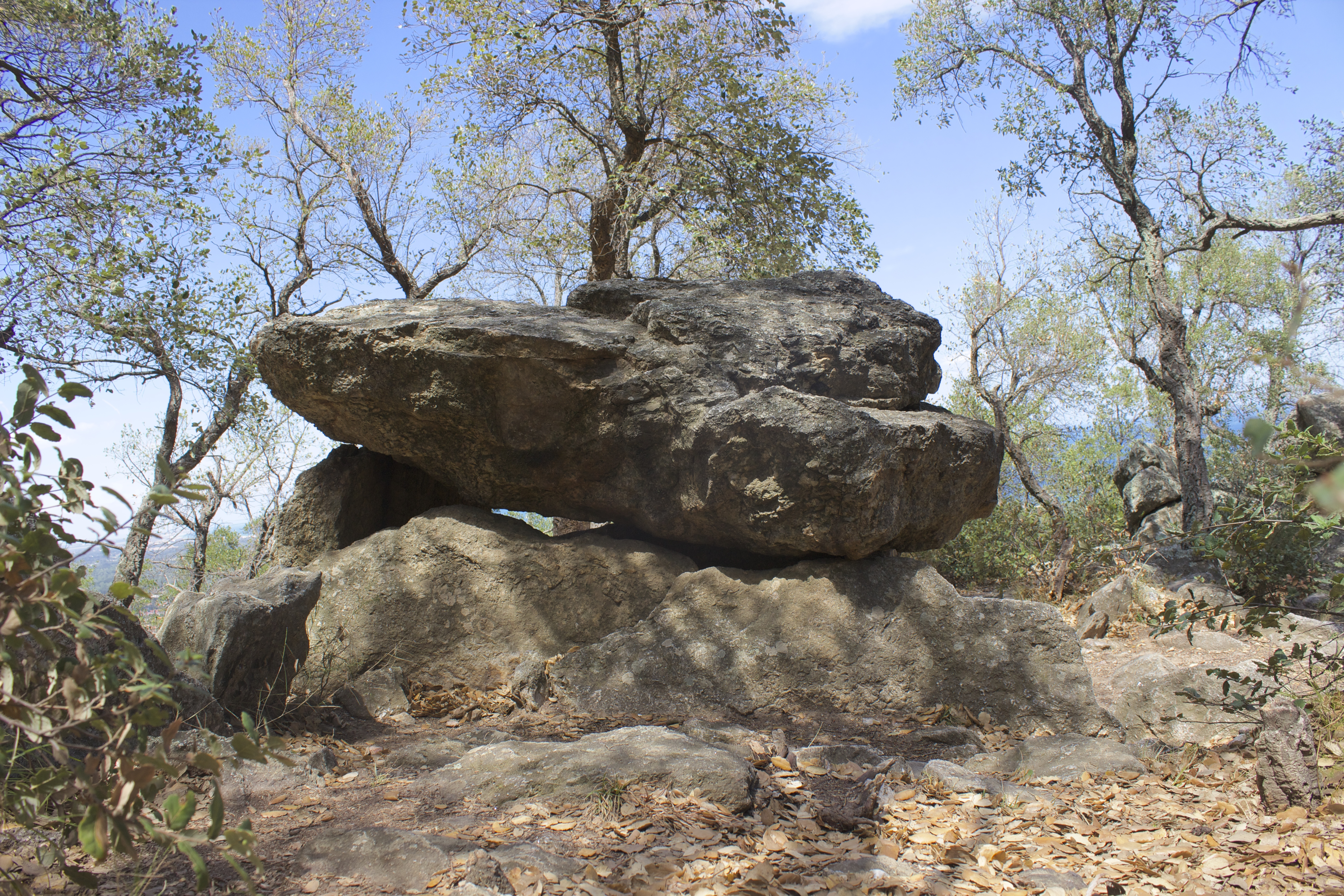
Cova de l’Alarb

Der Dolmen Cova del Alarb (auch Caverne de l’Arabe oder Cava de l’Alarb genannt – deutsch „Grotte des Arabers“) liegt auf dem Weg zum 793 m hohen Tour de la Massane südlich von Argelès-sur-Mer im Département Pyrénées-Orientales und gehört zu den südlichsten Megalithanlagen in Frankreich. Er wurde im Jahr 1958 als Monument historique anerkannt. Dolmen ist in Frankreich der Oberbegriff für neolithische Megalithanlagen aller Art (siehe: Französische Nomenklatur).

## Beschreibung
Die Cova de l’Alarb ist ein einfacher Dolmen (französisch Dolmen simple), ähnlich gebaut wie der nahe, stärker gestörte Dolmen des Collets de Cotlliure. Seine aus Kalksteinen errichtete kleine Kammer aus drei Tragsteinen und einem Deckstein ist trapezoid gebaut, was auf eine Technik aus der frühen Megalithphase, zwischen dem Ende des 5. und der ersten Hälfte des 4. Jahrtausends v. Chr. deutet. Die Steine sind schwer und massiv aber verwitterungsanfällig. Es scheint einen Grabhügel (Tumulus) gegeben zu haben, aber es ist nicht einfach, Spuren davon zu finden.

## Umgebung
Weiter südlich liegen weitere fünf Dolmen bei Banyuls-sur-Mer und Cerbère.